# Гуашель, Мариэль
Мишли́н Франсуа́за Мариэ́ль Гуаше́ль (фр. Micheline Françoise Marielle Goitschel; род. 28 сентября 1945, Сент-Максим) — французская горнолыжница, выступавшая в слаломе, гигантском слаломе, скоростном спуске и комбинации. Представляла сборную Франции по горнолыжному спорту в 1962—1968 годах, двукратная олимпийская чемпионка, семикратная чемпионка мира, трижды обладательница Кубка мира, пятикратная чемпионка французского национального первенства.

## Биография
Мариэль Гуашель родилась 28 сентября 1945 года в коммуне Сент-Максим департамента Вар, Франция. Серьёзно заниматься горнолыжным спортом начала с раннего детства, тренировалась вместе со старшей сестрой Кристин, которая тоже стала известной горнолыжницей. Их третья сестра Патрисия была чемпионкой Франции среди юниорок.
Первого серьёзного успеха на взрослом международном уровне Мариэль добилась в 1962 году, когда вошла в основной состав французской национальной сборной и выступила на домашнем чемпионате мира в Шамони, где стала серебряной призёркой в слаломе и чемпионкой в комбинации.

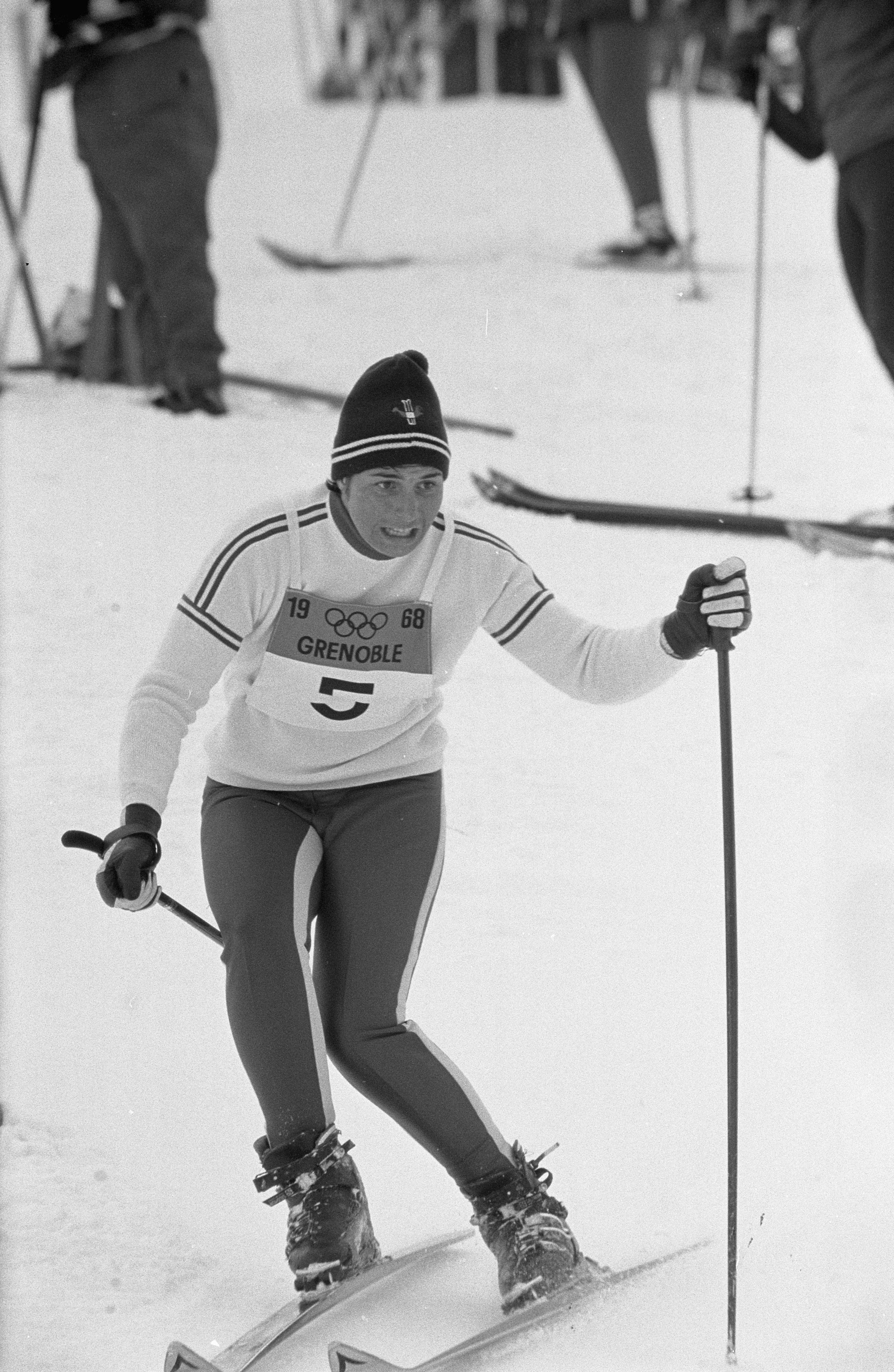
Мариэль Гуашель на трассе слалома на Олимпийских играх 1968 года

Благодаря череде удачных выступлений удостоилась права защищать честь страны на зимних Олимпийских играх 1964 года в Инсбруке — в скоростном спуске закрыла десятку сильнейших, в слаломе завоевала серебряную олимпийскую медаль, уступив по сумме двух попыток только своей сестре Кристин, тогда как в гигантском слаломе обошла всех соперниц и получила золото. Кроме того, поскольку на этих Играх разыгрывалось также мировое первенство, дополнительно стала чемпионкой мира в комбинации (не входившей в то время в олимпийскую программу).
В 1966 году Гуашель побывала на мировом первенстве в Портильо, откуда привезла сразу четыре награды: серебряную в слаломе, золотые в гигантском слаломе, скоростном спуске и комбинации.
С появлением в 1967 году Кубка мира по горнолыжному спорту Мариэль Гуашель сразу же стала активной его участницей и заняла здесь ключевые позиции. Так, уже в дебютном сезоне она одержала победу на четырёх этапах, получила малые Хрустальные глобусы в слаломе и скоростном спуске, в то время как в общем зачёте всех дисциплин заняла второе место, пропустив вперёд лишь канадку Нэнси Грин. В следующем сезоне выиграла ещё три этапа в слаломе, добавив в послужной список ещё один Хрустальный глобус в этой дисциплине.
Находясь в числе лидеров горнолыжной команды Франции, благополучно прошла отбор на Олимпийские игры 1968 года в Гренобле — на сей раз финишировала восьмой в скоростном спуске, седьмой в гигантском слаломе, тогда как в программе обычного слалома обогнала соперниц в двух попытках и завоевала золотую медаль. Эта золотая медаль также пошла в зачёт мирового первенства, и таким образом Гуашель стала семикратной чемпионкой мира по горнолыжному спорту. Помимо всего прочего, взяла здесь серебро в комбинации.
В течение своей спортивной карьеры в общей сложности выиграла 11 медалей чемпионатов мира, уступив по этому показателю только немке Кристль Кранц (хотя у Кранц была возможность выступать на мировых первенствах ежегодно, а во времена Гуашель они проводились раз в два года). На данный момент Гуашель является одной из 4 горнолыжниц в истории, выигравших не менее 10 медалей на чемпионатах мира. Является пятикратной чемпионкой Франции по горнолыжному спорту.
В 2008 году награждена офицерским орденом Почётного легиона. Кавалер ордена Заслуг.